# Монтано, Карло
Карло Монтано (итал. Carlo Montano, род. 25 сентября 1952 года в Ливорно, Италия) — итальянский фехтовальщик на рапирах, серебряный призёр Олимпийских игр 1976 года в командных соревнованиях, обладатель Кубка мира, трёхкратный чемпион Италии в индивидуальных соревнованиях. 
Карло Монтано происходит из семьи известных итальянских фехтовальщиков, является племянником Альдо Монтано и дядей Альдо Монтано-младшего, двоюродным братом Марио Альдо Монтано, братом Томмазо Монтано и Марио Туллио Монтано.